# Piedra de Casa
Piedra de Casa är en ort i Mexiko.   Den ligger i kommunen Mesones Hidalgo och delstaten Oaxaca, i den sydöstra delen av landet, 300 km söder om huvudstaden Mexico City. Piedra de Casa ligger 647 meter över havet och antalet invånare är 176.
Terrängen runt Piedra de Casa är kuperad, och sluttar söderut. Runt Piedra de Casa är det ganska glesbefolkat, med 27 invånare per kvadratkilometer. Närmaste större samhälle är Putla Villa de Guerrero, 9,2 km norr om Piedra de Casa. Omgivningarna runt Piedra de Casa är en mosaik av jordbruksmark och naturlig växtlighet.